# Festival Lumière 2020
Le Festival Lumière 2020 est la douzième édition du Festival Lumière.

## Déroulement et faits marquants
La douzième édition du festival a eu lieu du 10 au 18 octobre 2020. La période de pandémie de Covid-19 oblige les organisateurs à supprimer certains événements, à limiter le nombre de spectateurs, et en cours de festival, à modifier ou supprimer certaines séances prévues le soir.

### Prix Lumière
Le prix Lumière est remis à Jean-Pierre et Luc Dardenne le vendredi 16 octobre par Émilie Dequenne.

### Événements, hommages
- Soirée d'ouverture : projection du film Les Tontons flingueurs (1963) de Georges Lautner en hommage à Michel Audiard et présenté par son fils Jacques Audiard. Pour des raisons sanitaires, le nombre de spectateurs à la halle Tony-Garnier est limité à 1 000.
- Séance famille : projection spéciale Laurel et Hardy avec le film Laurel et Hardy au Far West de James W. Horne et le court métrage Les Bricoleurs de James Parrott.
- Centenaire Michel Audiard : projection de dix-huit longs métrages avec ses dialogues et un autre en tant que réalisateur, ainsi qu'un documentaire sur le dialoguiste avec des images d'archives.
- Histoire permanente des réalisatrices : Joan Micklin Silver, avec trois longs métrages en tant réalisatrice et un en tant que productrice.
- Hommage à Melina Mercouri : projection de trois films dans le cadre du centenaire de la naissance de l'actrice grecque.
- 8e édition du Marché International du film classique[4].

### Prix
- Prix Raymond Chirat : aucun prix décerné pour cette édition[5]
- 9e Prix Bernard Chardère : Christine Masson et Laurent Delmas pour leur émission On aura tout vu, rendez-vous de l’actualité du cinéma[6]
- 5e Prix Fabienne Vonier : Sophie Seydoux (Sophie Desserteaux) présidente de la fondation Jérôme-Seydoux–Pathé[7]